# 伊拉普鲁
伊拉普鲁是巴西圣保罗州的一个市镇。总面积213.403平方公里，总人口7566人，人口密度35.5人/平方公里。